# Juan Fernández de Córdoba y Coalla
Juan Fernández de Córdoba y Coalla (Málaga, ? - 1654) fue un militar español que desempeñó varios cargos en la América virreinal, entre otros el de Presidente de la Real Audiencia de Santa Fe de Bogotá (1645-52).

## Biografía
Era oriundo de Málaga, y fue caballero de la Orden de Santiago, marqués de Miranda de Auta, señor de Colmenar y mayordomo del infante don Carlos. Fue hijo de Gómez Fernández de Córdoba y Ana Manrique. Militar, gobernador en Ceuta, plaza portuguesa en África. En 1646 fue nombrado gobernador de Panamá, cargo que ocupó hasta 1649. Cuando llegó a Santa Fe de Bogotá era mayor de 40 años. Trató inútilmente de suavizar las condiciones de vida de los indios que laboraban en las minas mediante las ordenanzas del 22 de julio de 1647, las cuales abordaban aspectos fundamentales como la separación de los indígenas de sus comunidades, el jornal, la jornada de trabajo, la ubicación de los campamentos y la instalación de hospitales. Se preocupó por organizar el archivo de la Audiencia, empezando por la recopilación de las disposiciones pertenecientes al Nuevo Reino de Granada, tarea que encomendó al cronista Juan Flórez de Ocáriz. Regresó a España contra la voluntad de los santafereños que lo querían tener como presidente por otro período. Falleció en 1654.
| Predecesor: Martín de Saavedra Galindo de Guzmán | Presidente de la Real Audiencia de Santa Fe de Bogotá 1645-1652 | Sucesor: Dionisio Pérez Manrique de Lara |